# まほろば・童話の里 浜田広介記念館
浜田広介記念館（はまだひろすけきねんかん）は、山形県東置賜郡高畠町にある高畠町立の記念館である。指定管理者制度により公益財団法人浜田広介記念館が管理・運営を行っている。

## 概要
1989年、屋代村（現：高畠町）出身の浜田広介生誕の日に当たる5月25日に開館した。2000年5月には広介の生家を敷地内に移築復元。次いで2002年4月には、第二期工事部分である多目的ホールや研修室を備えたひろすけホールが落成した。
記念館は設計を岡田新一設計事務所、施工を大林組が手掛けた。RC・S造、地上2階建。
館内は「日本のアンデルセン」と称された広介の作品や年譜、遺品等を展観する展示室、ひろすけ童話や一般児童書等約3000冊を収蔵する小さな図書館があるオープンスペース、喫茶室のほか、前述のひろすけホールで構成される。
記念館開館と広介が初代会長を務めた日本児童文芸家協会35周年を記念して、1990年に「ひろすけ童話賞」および「ひろすけ童話感想文・感想画全国コンクール」を町や日本児童文芸家協会などと共に創設している。

## 施設案内
本館
- 展示室
- オープンスペース
- 売店・喫茶コーナー

ひろすけホール
- 多目的ホール
- 会議・研修室

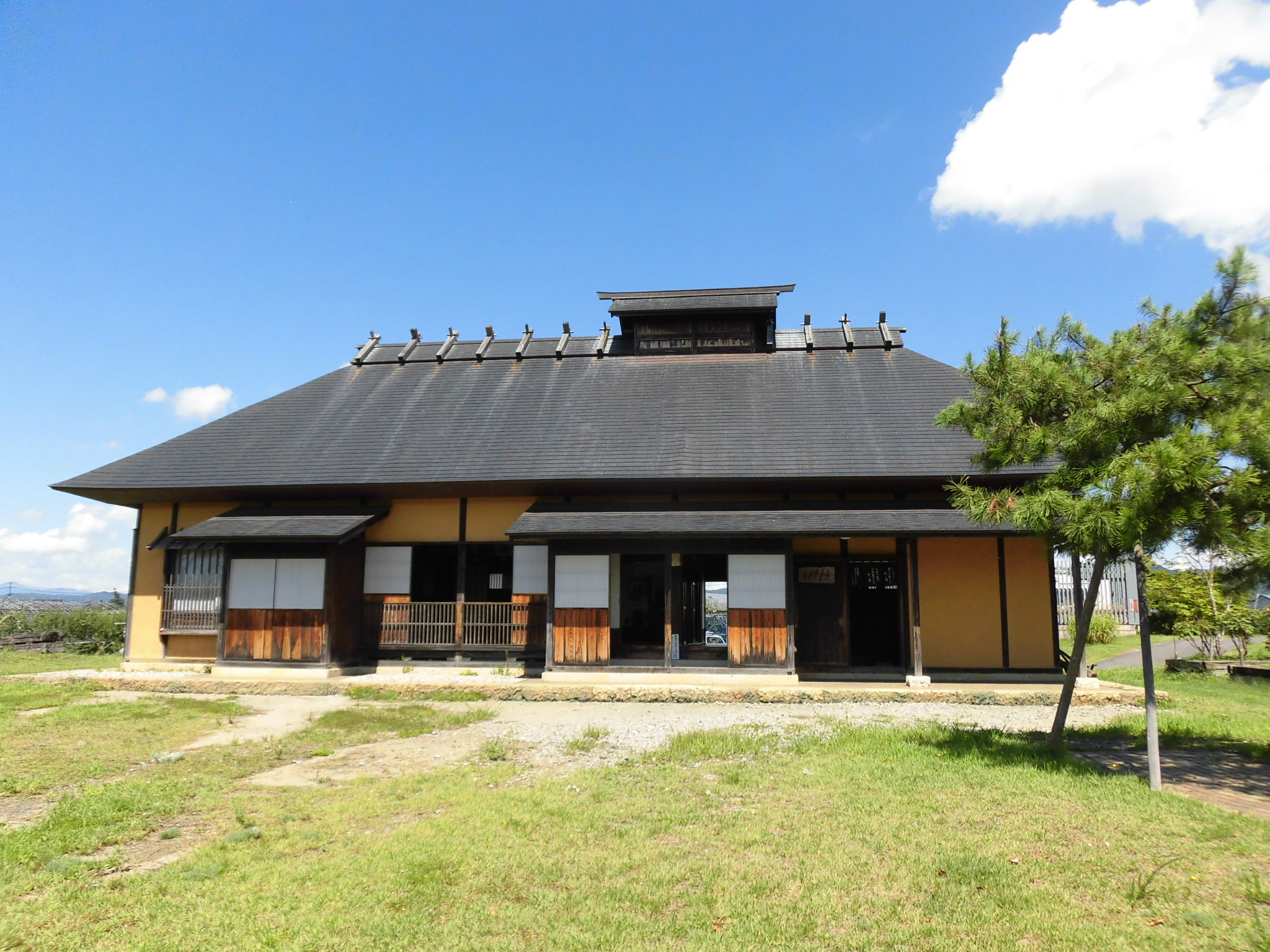
生家
江戸時代末期に建築。生後から米沢中学校（現山形県立米沢興譲館高等学校）に入学するまで住んでいた。2000年に記念館敷地内に移築・復元された。
ひろすけ庭園
- 泣いた赤おに
  - 代表作「泣いた赤おに」にちなみ、赤おにと青おにの石像がある。この2つの像は庭にある「ともだち小路」で結ばれている。
- りゅうの目のなみだ
  - 代表作「りゅうの目のなみだ」にちなんだ池。池の中には魚やオタマジャクシ、ザリガニなどが生息し、お子様に限り魚釣りができる。

## 開館時間
- 9:00 - 17:00（入館受付：16：30まで）
- 12月1日～3月31日の期間は9:30～17:00

## アクセス
- 車
  - 東北自動車道福島飯坂ICより国道13号で1時間
  - 東北自動車道白石ICより国道113号で1時間30分
  - 東北中央自動車道山形上山ICより国道13号線で30分
- JR奥羽本線・高畠駅から
  - タクシー
    - 約5分

  - 自転車
    - 10分（高畠駅でレンタサイクルを行っている。）

  - 徒歩
    - 徒歩20分
- 駐車場の利用は無料で乗用車約70台駐車可能。大型バスも駐車可能。